# Sarab
Sarab (Perzisch: سراب) is een stad in het gelijknamige district in de provincie Oost-Azerbeidzjan in Iran.
In de tweede helft van de 18e eeuw was het de hoofdstad van het kanaat Sarab.
Sarab ligt op 630 km van Teheran en 130 km van Tabriz, tussen de bergen van Bozqush in het zuiden en de Sabalan, die circa 40 km naar het noordoosten ligt. Door de hoge ligging zijn de temperaturen in de zomer aangenaam, in de winter vriest het in de nacht soms streng en in januari is het overdag rond het vriespunt. De stad Sarab is een van de oudste en historische nederzettingen van Oost-Azerbeidzjan. Een inscriptie die dateert uit de Urartu-periode is nabij de stad gevonden. De vulkanische bergen rond de stad tellen een aantal heilzame bronnen en bergbeken. Als bezienswaardigheden gelden onder meer de inscriptie in steen Orratoey Qirax Qizlar en de inscriptie bij Razliq op 12 km ten noorden van de stad; een vuurtempel (Chahar Taqi) uit de Sassanidische periode in Agmiyan ten noordoosten van de stad, en de uit baksteen gebouwde Jami-moskee uit de 15e eeuw in het centrum van Sarab.

## Tapijten
In de omgeving van de stad wordt landbouw bedreven op geïrrigeerde akkers. Ook is het een bekend centrum voor de vervaardiging van Perzische tapijten. De tapijten die in Sarab worden gemaakt, die ook wel worden geclassificeerd onder tapijten die bekend staan als Heriz, hebben lichte, heldere kleurpatronen. De herkomstaanduiding is "Sarab-i" (van Sarab), wat wordt ook wel geschreven als "Serapi".

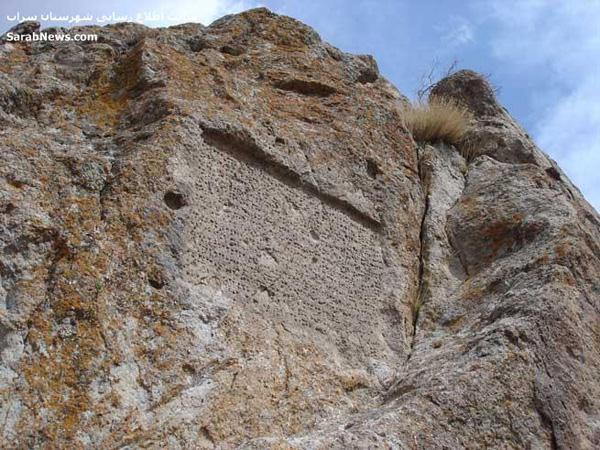
Inscriptie bij Razliq